# Megamphopus longidactylus
Megamphopus longidactylus är en kräftdjursart som beskrevs av Édouard Chevreux 1926. Megamphopus longidactylus ingår i släktet Megamphopus och familjen Isaeidae. Inga underarter finns listade i Catalogue of Life.